# Copa Roca
La Copa Roca va ser un torneig de futbol exclusiu per les seleccions de l'Argentina i de Brasil, que rebé aquest nom en honor de l'expresident argentí Julio Argentino Roca.
La Copa Roca es disputà 12 cops entre 1914 i 1971 revivint el clàssic sud-americà. El primer matx fou pel Brasil a Buenos Aires el 1914 i posteriorment se succeïren diversos moments de glòria per a ambdues seleccions. En els seus inicis, la Copa es disputava a partit únic, tot i que posteriorment s'augmentaren fins a 2 i 3 partits en diverses edicions.
La dècada del 40 fou la de més matxs, incloses diverses golejades, com ara el 5-1 que l'Argentina infligí al Brasil, sensació del mundial 1938, a Rio de Janeiro.
També foren memorables el 6-1 i 5-1 per Argentina el 1940 i les golejades del Brasil per 6-2 el 1945 i 5-2 el 1963.
La competició fou interrompuda el 1976.

## Historial

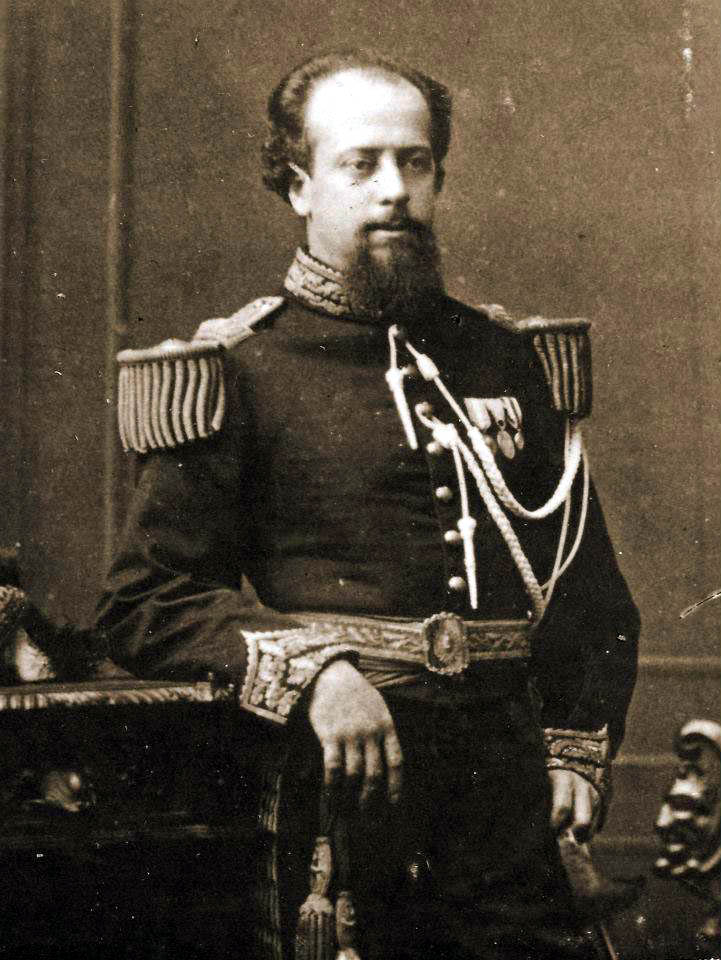
Julio A. Roca, aleshores President de l'Argentina, donà el trofeu.

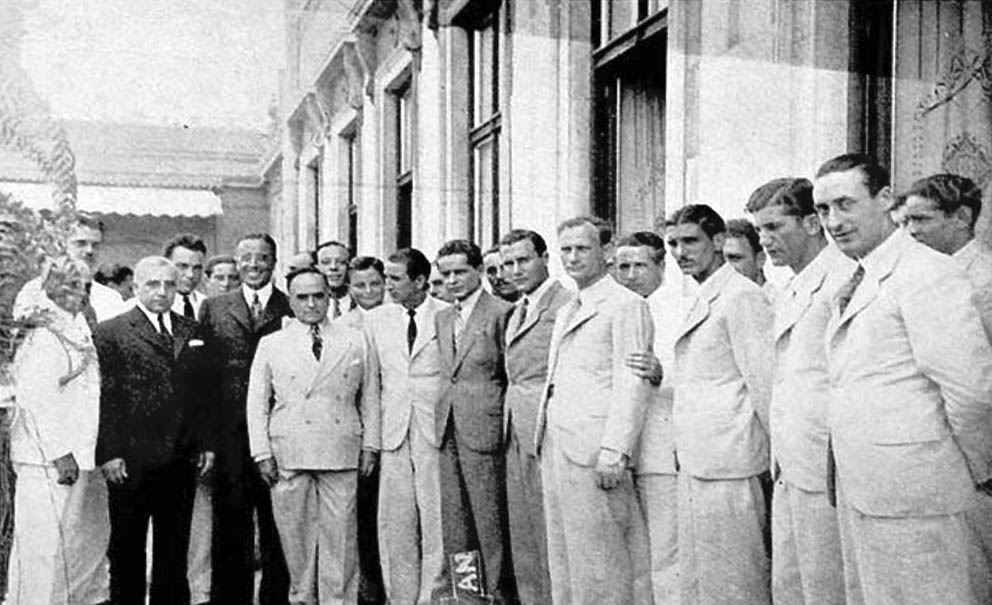
El President del Brasil Getúlio Vargas amb els jugadors argentins, gener 1939.

| Any     | Campió             | Data       | Seu            | Partit             | Resultat   |
| ------- | ------------------ | ---------- | -------------- | ------------------ | ---------- |
| 1914    | Brasil             | 27-09-1914 | Buenos Aires   | Argentina - Brasil | 0-1        |
| 1922    | Brasil             | 22-10-1922 | São Paulo      | Brasil - Argentina | 2-1        |
| 1923    | Argentina          | 09-12-1923 | Buenos Aires   | Argentina - Brasil | 2-0        |
| 1939-40 | Argentina          | 15-01-1939 | Rio de Janeiro | Brasil - Argentina | 1-5        |
| 1939-40 | Argentina          | 22-01-1939 | Rio de Janeiro | Brasil - Argentina | 3-2        |
| 1939-40 | Argentina          | 18-02-1940 | São Paulo      | Brasil - Argentina | 2-2 (prò.) |
| 1939-40 | Argentina          | 25-02-1940 | São Paulo      | Brasil - Argentina | 0-3        |
| 1940    | Argentina          | 05-03-1940 | Buenos Aires   | Argentina - Brasil | 6-1        |
| 1940    | Argentina          | 10-03-1940 | Buenos Aires   | Argentina - Brasil | 2-3        |
| 1940    | Argentina          | 17-03-1940 | Buenos Aires   | Argentina - Brasil | 5-1        |
| 1945    | Brasil             | 16-12-1945 | São Paulo      | Brasil - Argentina | 3-4        |
| 1945    | Brasil             | 20-12-1945 | Rio de Janeiro | Brasil - Argentina | 6-2        |
| 1945    | Brasil             | 23-12-1945 | Rio de Janeiro | Brasil - Argentina | 3-1        |
| 1957    | Brasil             | 07-07-1957 | Rio de Janeiro | Brasil - Argentina | 1-2        |
| 1957    | Brasil             | 10-07-1957 | São Paulo      | Brasil - Argentina | 2-0 (prò.) |
| 1960    | Brasil             | 26-05-1960 | Buenos Aires   | Argentina - Brasil | 4-2        |
| 1960    | Brasil             | 29-05-1960 | Buenos Aires   | Argentina - Brasil | 1-4 (prò.) |
| 1963    | Brasil             | 13-04-1963 | São Paulo      | Brasil - Argentina | 2-3        |
| 1963    | Brasil             | 16-04-1963 | Rio de Janeiro | Brasil - Argentina | 5-2 (prò.) |
| 1971    | Brasil + Argentina | 28-07-1971 | Buenos Aires   | Argentina - Brasil | 1-1        |
| 1971    | Brasil + Argentina | 31-07-1971 | Buenos Aires   | Argentina - Brasil | 2-2 (prò.) |
| 1976    | Brasil             | 27-02-1976 | Buenos Aires   | Argentina - Brasil | 1-2        |
| 1976    | Brasil             | 19-05-1976 | Rio de Janeiro | Brasil - Argentina | 2-0        |